# Heleniella dorieri
Heleniella dorieri är en tvåvingeart som beskrevs av Serra-tosio 1967. Heleniella dorieri ingår i släktet Heleniella och familjen fjädermyggor. Inga underarter finns listade i Catalogue of Life.